# Neochera marmorea
Neochera marmorea är en fjärilsart som beskrevs av Moore 1867. Neochera marmorea ingår i släktet Neochera och familjen nattflyn. Inga underarter finns listade i Catalogue of Life.